# Matsuoka Yōsuke
Matsuoka Yōsuke, född den 3 mars 1880 i Hikari, Yamaguchi, Japan, död den 26 juni 1946 i Tokyo, var en japansk diplomat och politiker.

## Biografi
Matsuoka inträdde 1900 i diplomattjänst och uppehöll skilda befattningar vid olika legationer och konsulat i Europa och Asien samt tillhörde japanska delegationen vid fredskonferensen 1919. 
Matsuoka blev 1921 medlem av, 1927 vice president, 1935 president för Sydmanchuiska järnvägens direktion, som spelade en ledande roll för den japanska penetrationen i Manchuriet. Han var en av Japans främsta kännare av Manchuriet och systematiskt lät han järnvägspolitiken tjäna rent expansiva syften. 1932—33 var Matsuoka huvuddelegat i Nationernas förbund vid dess behandling av Japans manchuiska erövringspolitik. Han försvarade denna med en skärpa, som förskaffade honom benämningen “mannen med svärdet i munnen”, och tillkännagav 1933 Japans utträde ur folkförbundet.
Även partipolitiskt var Matsuoka verksam. Han invaldes 1930 i Japans parlament, tillhörde först Seiyūkai-partiet men lämnade detta 1933 och startade samma år en antiparlamentarisk rörelse, kallad “Shōwa” efter kejsarens regentnamn; den vann dock föga gehör, och för en tid ställde sig Matsuoka utanför den aktiva politiken.

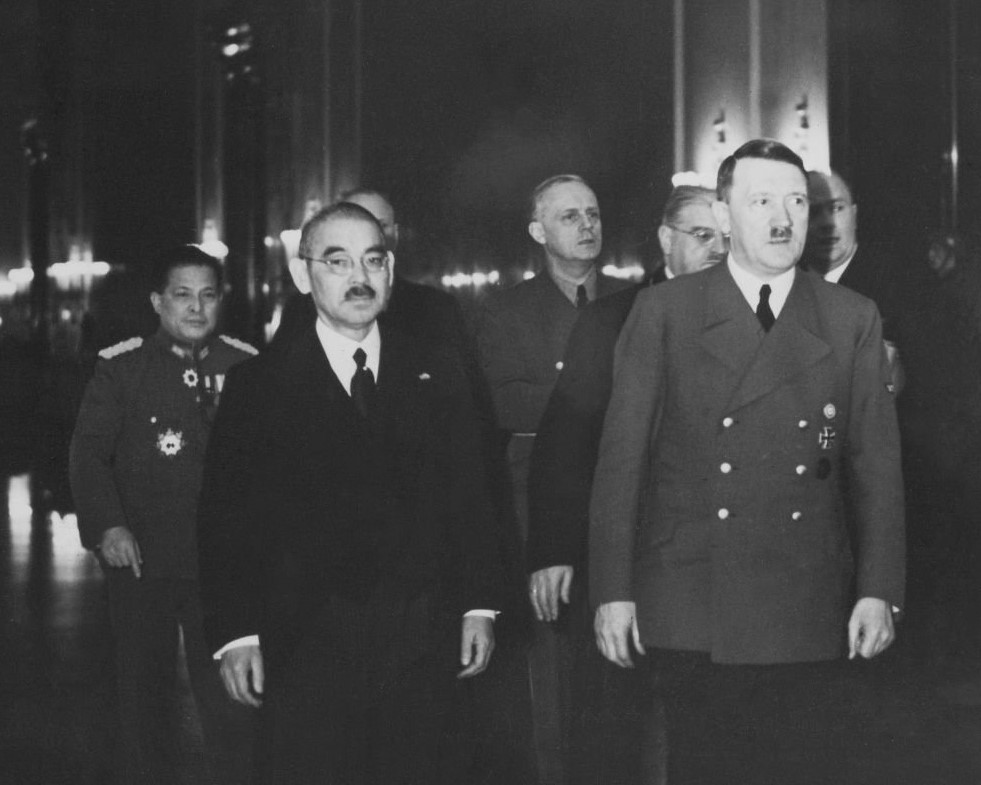
Matsuoka besöker Hitler i Berlin, 1941.

I juli 1940, när Japan, efter de stora tyska segrarna i väster, åter önskade närmare anknytning till axelmakterna, blev Matsuoka utrikesminister i Konoyes andra regering. Han var länge regeringens ledande kraft. En övertygad anhängare av den nya utrikespolitiska kursen ville han begagna tillfället alt göra erövringar i Sydostasien på de i Europa hårt ansatta västmakternas bekostnad, med Sovjetunionen önskade han samförstånd. Matsuoka avslöt i september 1940 tremaktspakten med Tyskland och Italien samt inledde underhandlingar med Sovjetunionen om en non-aggressionspakt. I mars 1941 begav han sig på en resa till Berlin och Rom samt tog vägen dit över Moskva, där förhandlingarna om en ryskjapansk pakt fortsatte och bragdes nära sin fullbordan. Framkommen till Berlin, fick M. klart besked om att de tysk-ryska relationerna förändrats; där avvisades bestämt M:s förslag att söka åvägabringa en allians mellan Tyskland, Sovjetunionen och Japan. På hemresan avslöt Matsuoka i Moskva en sovjetisk-japansk neutralitetspakt, men dennas följder blev på grund av den sovjetisk-tyska brytningen säkerligen helt andra, än Matsuoka tänkt. Efter återkomsten till Tokyo förde Matsuoka ett ytterst hotfullt språk och lät formligen hota Roosevelt med japansk krigsförklaring, om USA inträdde i andra världskriget. Matsuoka önskade snarast möjligt aktion mot Singapore. Innan han lyckats genomdriva denna, anföll tyskarna Sovjetunionen. Aktionen krossade själva grunden för Matsuokas utrikespolitik och väckte betänksamhet och vrede i Tokyo; Matsuoka var tvungen att omedelbart lämna sin post.
Han avled av sjukdom i fängelse innan han hann bli ställd inför rätta i Tokyoprocessen.
- Wikimedia Commons har media som rör Matsuoka Yōsuke.